# 金温货线
金温货线又称金温铁路老线或旧金温铁路，是中华人民共和国浙江省从金华通往温州的铁路。始建于1992年12月18日，1998年6月11日全线通车运营。客运运输由金华南站到温州站，全长252千米。金温铁路（旧线，下同）是中国国内第一条合资的铁路。
金温铁路是由温州乐清籍学者南怀瑾先生提议并出面筹资4568万美元建设，在建设完成之际，他提出“还路于民”，将股权转让给浙江省和铁道部。在中国铁路系统内属上海铁路局下辖，为单线非电化铁路，目前正在进行电气化可行性调研。

## 历史

### 规划与建设

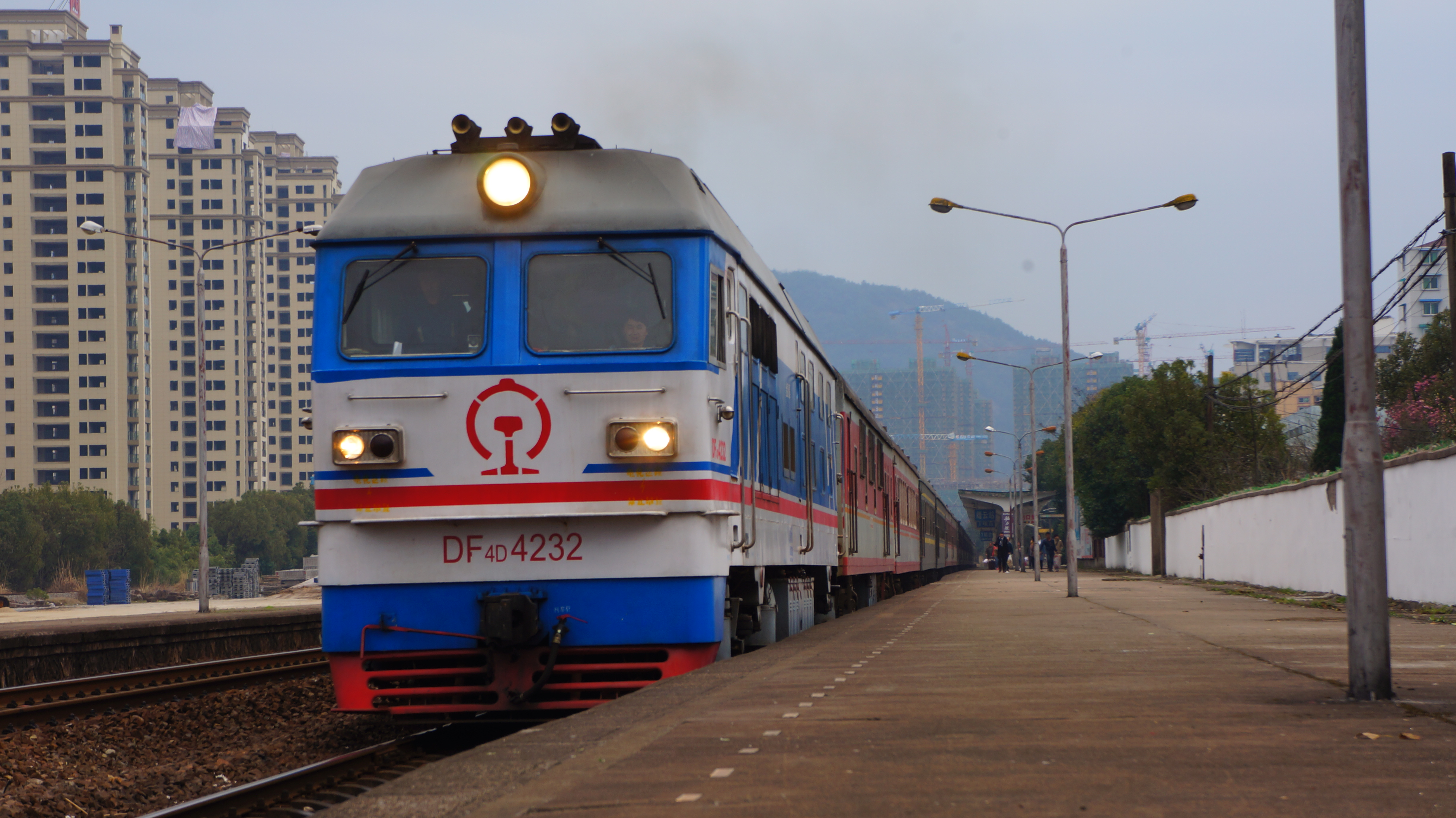
金温货线上的旅客列车由配属浙江金温铁道开发有限公司的东风4D型柴油机车牵引，这些机车披有特殊涂装

1980年代中国政府实施改革开放政策以来，由于经济增长带来不断增加的客货运量，当地要求修建铁路的呼声越来越强。温州、丽水人大代表、政协委员代表人民群众多次提议兴建金温铁路，甚至在1988年温州有当地工厂职工将自己绘制的《金温铁路建设方略》亲自从温州骑车，花费21日送至北京的铁道部机关。修建铁路的提议最终引起了浙江省委、省人民政府和国务院的高度重视。南怀瑾应允出资。
1989年2月，南怀瑾请贾亦斌为代表和温州市政府在上海初步商谈合作铁路。同年10月，派弟子李传洪、李素美等人在浙江与浙江省人民政府签订合作意向书。1991年9月，国家计委批准浙江省与香港联盈兴业有限公司合资建设金温铁路的可行性报告，开创了新中国内地与境外合资建设铁路的先例。
1992年2月，南怀瑾的香港联盈兴业公司代表和浙江省副省长在港签订合资修建铁路合约，与浙江地方铁路公司合办浙江金温铁道开发有限公司，並由華裔華盛頓大學工學院教授侯承業博士擔任總顧問，並向美国摩根士丹利融资1200万美元，成立股份有限公司。1992年11月12日，浙江金温铁道开发有限公司正式成立，注册资金98870万元人民币：其中香港联盈兴业有限公司（該公司由李傳洪、李素美所有）占80%股份，浙江省人民政府占20%。
1995年，由于南怀瑾方面融资困难，铁道部以30%的比例出资参与金温铁路建设。同年3月5日，金温铁路金华-缙云段建成试运营；1996年4月21日正式开通旅客列车，每日开行一对金华南-缙云301/302次列车。
1997年，金温铁路全线铺通，南怀瑾将全部股份转让浙江方面。1997年8月27日，作为金温铁路和浙赣铁路接轨站的新东孝站投入使用，标志着金温铁路正式接入国铁网络。
1998年4月全线通车前夕，金温公司董事会尊重南怀瑾先生“功成身退，还路于民”的愿望，同意将香港联盈兴业有限公司在金温公司的股权转让给浙江省和原铁道部。1998年6月11日，金温铁路全线开通客运，首发列车为两班温州至杭州的旅客列车。同年10月1日，金温铁路开通进京101/102次列车。

### 运营变动
2013年铁道部撤销，成立中国铁路总公司。因此，金温铁路目前为中国铁路总公司（占股份45%）和浙江省（占股份55%）两方合资的铁路。
2015年底，新金温铁路开通后，金温公司加强与上海铁路局等专业处室的工作对接，积极参与行车组织等联调联试期间临时文件或作业办法的制定，尽量减少对公司既有客货车运输秩序的干扰。工电部主动对接上海铁路局工务段等，明确了3个共站的设备移交范围。加强与新线关于列车运行阶段计划及相关信息的交换，协助金华车务段做好金华南、丽水、青田三个共线车站的运输组织协调工作，并做好金温货线列车运行的调度指挥、施工组织等工作，确保正常秩序和安全生产的平稳有序。

### 支线及改线

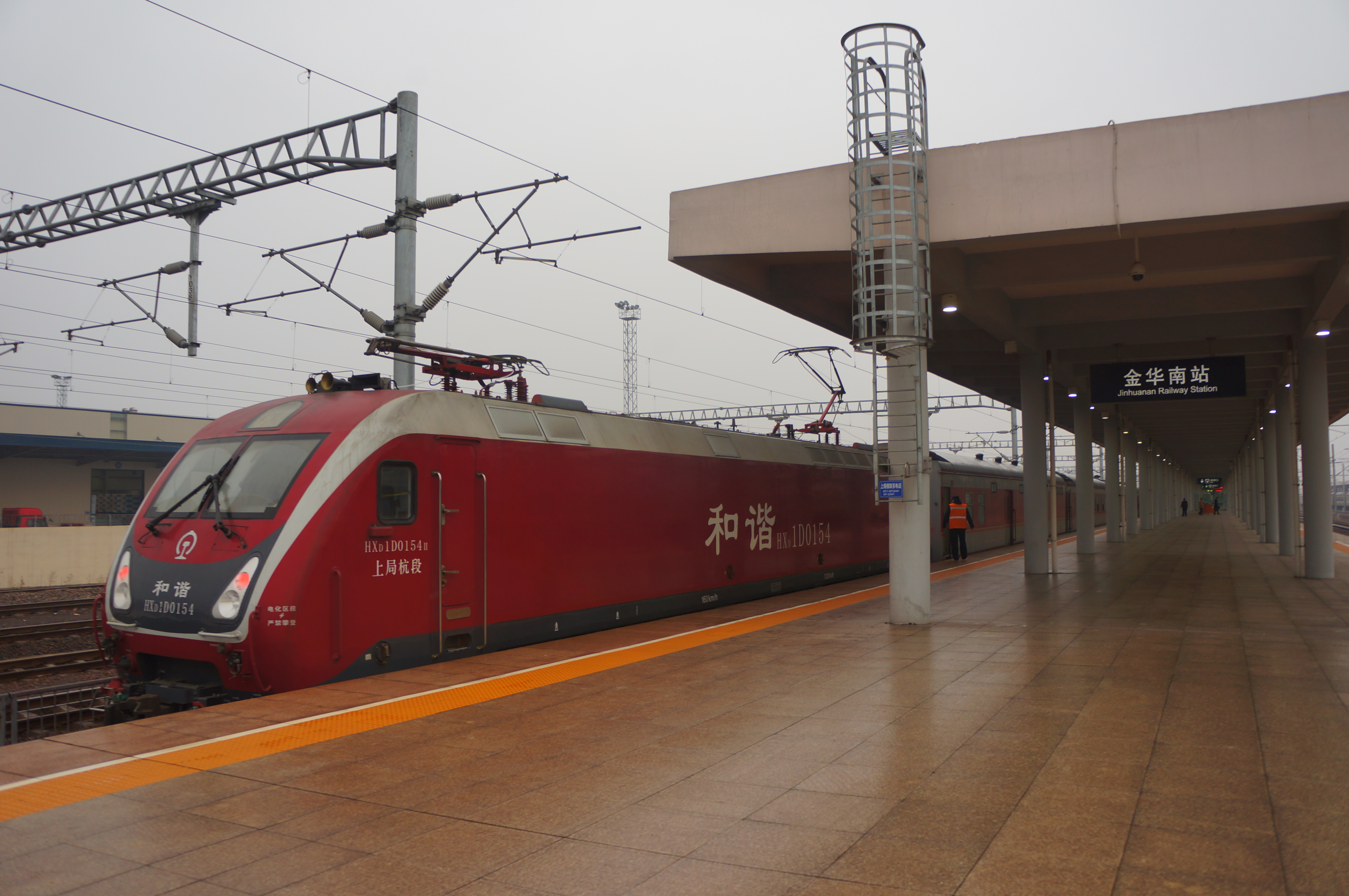
开往的K102次列车在金华南站解下金温公司的机车，换上杭州机务段的和谐1D型电力机车，经由塘雅联络线北上

2017年2月28日开始，受到金华站站改停办普速列车客运业务的影响，金华南站开始办理部分经由金温铁路的普速旅客列车的客运业务。经由金温铁路北上的普速列车不再经由金华站折角换挂，而是在金华南站直接换上国铁机车、经过新金温铁路塘雅联络线进入沪昆铁路北上，较金华站折返所需的33分钟节省了大量折返时间；而经由沪昆铁路西进的列车则仅在金华南站办理客运业务，换挂作业依旧在金华站完成。
2019年1月，金温货线与乐清湾铁路接轨。后者是首条接入本线的铁路支线。乐清湾铁路建成后原金温货线温州站以东路段路轨于2020年9月起拆除，拆除路段预计将被改造成公园。
金温货线永康段于2017年作为金台铁路建设的一部分开始外迁工程。届时车站客运、货运业务分别将转移至永康南站和豆岭永康东站。根据施工安排，金温货线于2021年6月16日零时实施接驳作业，接入经过永康南站的新线，既有金温货线永康段枫山、永康、石柱站撤销。
金温货线金华南-武义东电气化工程可行性研究报告于2021年8月31日由浙江省发展改革委批复。工程计划实施金温货线金华南至武义东段电气化改造，并同时外迁武义县城段。

## 沿途站点
| 站名              | 距起点距离 | 图片 | 管辖                       | 备注                       |
| ----------------- | ---------- | ---- | -------------------------- | -------------------------- |
| 金华站            | 0          |      | 上海铁路局金华车务段       | 客运上的起点               |
| 东孝站            | 8          |      | 上海铁路局金华车务段       | 线路实际起点               |
| 金华南站          | 13         |      | 上海铁路局金华车务段       | 2015年移交至金华车务段管理 |
| 江岭站            | 23         |      | 金温公司运输部金华南车站   |                            |
| 履坦站            | 32         |      | 金温公司运输部武义车站     |                            |
| 武义站            | 40         |      | 金温公司运输部武义车站     |                            |
| 枫山站 → 武义东站 | 49 → 43    |      | 金温公司运输部武义车站     | 金台铁路永康改线段         |
| 永康站 → 永康南站 | 61 → 53    |      |                            | 金台铁路永康改线段         |
| 石柱站 → 永康东站 | 70 → 60    |      | 金温公司运输部永康车站     | 金台铁路永康改线段         |
| 新碧站            | 82         |      | 金温公司运输部缙云车站     |                            |
| 缙云站            | 94         |      | 金温公司运输部缙云车站     |                            |
| 长坑站            |            |      | 金温公司运输部缙云车站     |                            |
| 小處站            | 101        |      | 金温公司货运中心丽水经营部 |                            |
| 丽水站            | 126        |      | 上海铁路局金华车务段       | 2015年移交                 |
| 石帆站            | 156        |      | 金温公司货运中心丽水经营部 |                            |
| 祯埠站            |            |      | 金温公司货运中心丽水经营部 |                            |
| 南岸站            | 177        |      | 金温公司货运中心丽水经营部 |                            |
| 芝溪站            |            |      | 金温公司运输部青田东站     |                            |
| 船寮站            | 190        |      | 金温公司运输部青田东站     |                            |
| 良岸站            |            |      | 金温公司运输部青田东站     |                            |
| 青田站            | 205        |      | 上海铁路局金华车务段       | 2015年移交                 |
| 青田东站          |            |      | 金温公司运输部直属         | 原名温溪站                 |
| 双潮站            |            |      | 金温公司运输部温州西车站   |                            |
| 江南村站          | 242        |      | 金温公司运输部温州西车站   |                            |
| 外垟站            |            |      | 金温公司运输部温州西车站   | 连接乐清湾铁路             |
| 双屿站            |            |      | 金温公司运输部温州西车站   |                            |
| 温州西站          | 253        |      | 金温公司运输部             |                            |
| 温州站            | 262        |      | 金温公司运输部             |                            |